# Jos Monferrand
Cet article concerne la chanson de Gilles Vigneault. Pour l'homme fort canadien qui l'a inspirée, voir Jos Montferrand.
Pistes de Gilles Vigneault
Petite Gloire et Pauvre Fortune
Jos Monferrand est une chanson écrite par Gilles Vigneault, sortie en 1959 chantée par Jacques Labrecque, puis en 1962 par son auteur.

## Historique
Gilles Vigneault écrit et compose cette chanson en 1959. Jacques Labrecque enregistre cette première chanson et la sort chez London Records en 1959. À sa sortie, la chanson provoque le scandale parce qu'elle contient le mot familier « cul » en ouverture des paroles. Jos Monferrand ainsi que Monsieur Guindon « sont bannies des stations radiophoniques québécoises pour leur langage vert ». La polémique enfle entre contempteurs et défenseurs de la chanson et de son choix de vocabulaire, et fait rage dans la presse.
Gilles Vigneault l'interprète pour la première fois en 1960, dans une boîte du Vieux-Québec. La chanson sort en 1962 dans l'album Gilles Vigneault.
En 1991, son nom est donné à une rue de Québec.

## Thématique
La chanson est un hommage à Jos Montferrand, une personnalité québécoise du XIXe siècle,. Suivant sa réputation, il apparaît comme un géant, à qui le narrateur demande comment devenir comme lui.
La chanson fait allusion au Cap Diamant et au fleuve Saint-Laurent.